# Oogamie
Oogamie („Eibefruchtung“, altgriechisch ᾠόν ō(i)ón „Ei“, γάμος gámos „Ehe, Hochzeit“) oder Oogametie ist bei der geschlechtlichen Fortpflanzung die Vereinigung eines größeren, unbeweglichen Gameten (Eizelle oder Oocyte genannt) mit einem kleineren, beweglichen Gameten (meist als Spermium bezeichnet). Das Spermium sucht die Eizelle auf und befruchtet sie. Die Eizelle wird als weiblich bezeichnet, das Spermium als männlich. Die Oogamie tritt außer beim Menschen auch bei allen vielzelligen Tieren, bei Landpflanzen (Embryophyta) und bei manchen Algen auf.
Ein Sonderfall der Oogamie ist die Siphonogamie oder Pollenschlauchbefruchtung der Samenpflanzen, bei denen die Spermienzellen keine Geißeln haben und nicht aktiv zur Eizelle schwimmen, sondern durch den Pollenschlauch zu ihr gebracht werden.
Verwandte Begriffe sind Isogamie und Anisogamie. Isogamie bezeichnet den Fall, dass die Gameten äußerlich nicht zu unterscheiden sind, während sie sich bei der Anisogamie in der Größe unterscheiden (weibliche Gameten größer als männliche). Dabei können Anisogamie und Oogamie als verschiedene Fälle betrachtet werden; Anisogamie bezeichnet dann den Fall, dass die Gameten beider Geschlechter begeißelt und dadurch beweglich, aber unterschiedlich groß sind. In diesem Sinn hat Marcus Hartog 1891 die Begriffe Oogamie, Isogamie und Anisogamie eingeführt. Andere Autoren betrachten dagegen die Oogamie als einen Extremfall der Anisogamie.
In der Ethnosoziologie sind Isogamie und Anisogamie Bezeichnungen für Heiratsregeln.